# Hesekiel

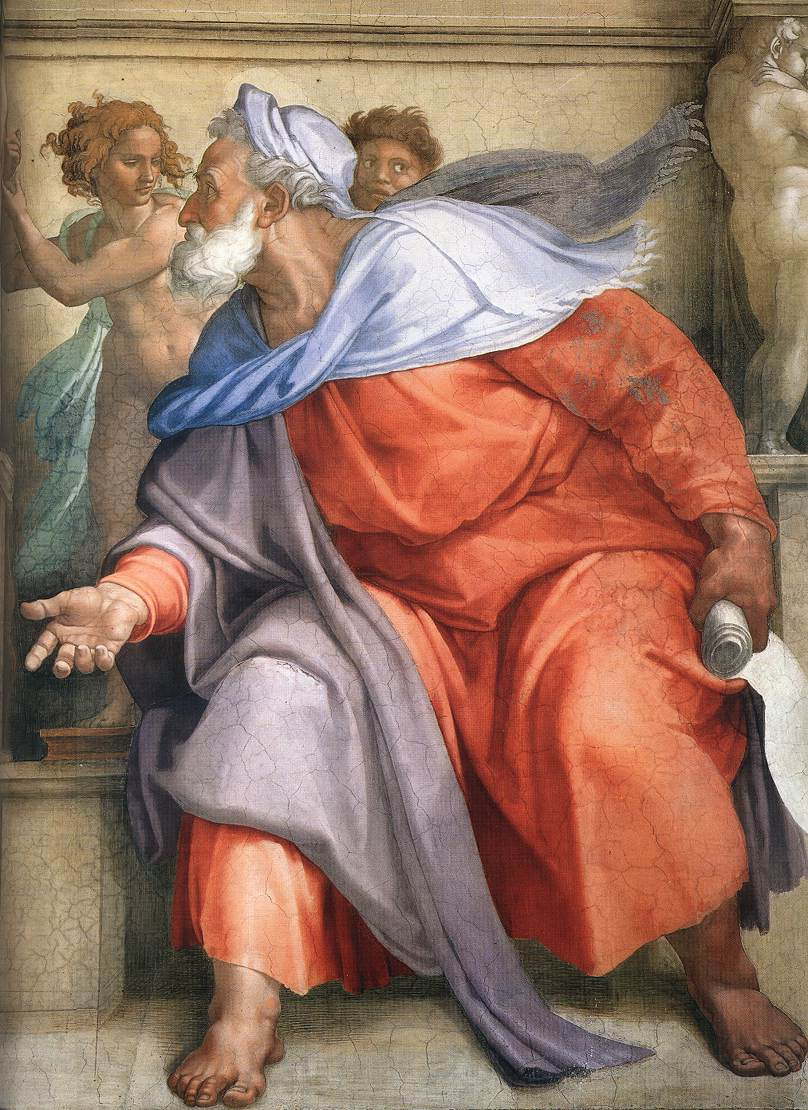
Hesekiel avbildad på en fresk utförd 1510 av Michelangelo i Sixtinska kapellets tak.

Hesekiel (hebreiska יחזקאל emellanåt Hezekiel eller Ezekiel) är en av de tre stora profeterna i judendomens Neviim ("profeterna") och kristendomens Gamla Testamente, omvittnad i Hesekiels bok. Han tillhörde de israeliter, som år 597 f.Kr. deporterades till Babylonien i Den babyloniska fångenskapen, och under tiden i fångenskap blev Hesekiel en ansedd profet bland de sina.
Han anses vara författare till Hesekiels bok, som inleds med en beskrivning av profetens kallelse. Hesekiel var präst och hans språk var utpräglat prästerligt. Hans tidigaste förkunnelse gällde främst förhållandet i hemlandet; avgudadyrkan skall bestraffas med att Herrens härlighet lämnar templet. Med detta avsågs templets förstörelse år 587 f.Kr., vilket också ger eko i hans förkunnelse. Han talar om dom och frälsning och betonar den enskildes moraliska och religiösa ansvar.
Han såg som sin uppgift att varna sitt folk. Omvändelse är inte förgäves; man behöver inte lida för fädernas synder, utan var och en har sitt eget ansvar. En rad utsagor gäller främmande folk, främst från Egypten, där Juda rike förgäves sökte hjälp mot babylonierna. Under senare delen av sin verksamhet förkunnar Hesekiel det skingrade Israels återsamling till sitt land. Till sist skall Gog från Magog göra ett angrepp mot Israel och bli i grunden slagen. De sista kapitlen skisserar hur ett nytt tempel skall byggas och riket organiseras på nytt. Hesekiels kallelsevision har spelat en viktig roll i den judiska mystiken. Dunkla framtidsutsagor har på kristet håll lagts till grund för apokalyptiska spekulationer.
I almanackor fram till år 1901 var 10 april tillägnad Hesekiel.

## Tryckta källor

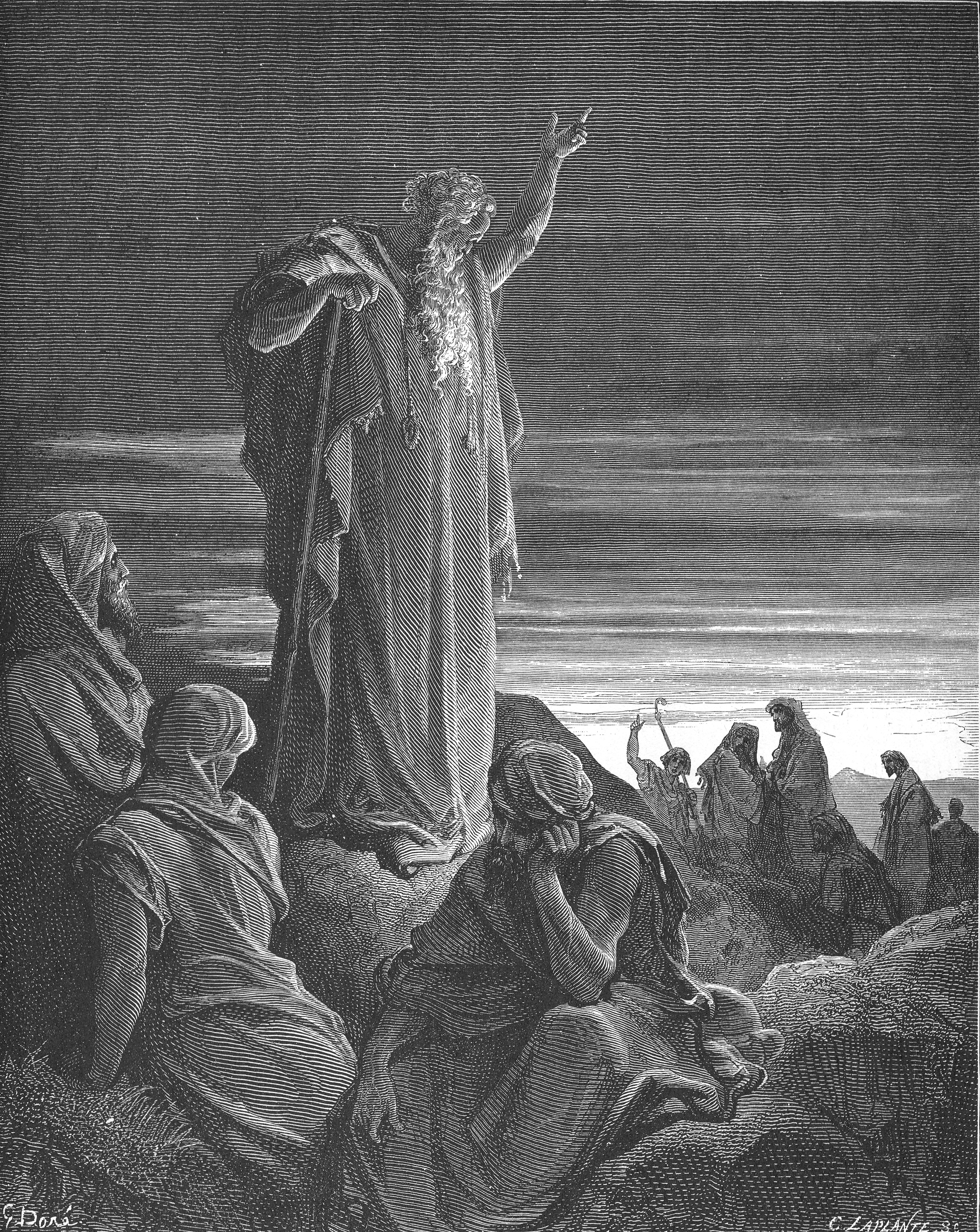
Hesekiel avbildad på trägravyr från 1865 av Gustave Doré.